# زيرون هندي
زيرون هندي (الاسم العلمي:Xyris indica) هو نوع من النباتات يتبع جنس الزيرون من الفصيلة الزيرونية.